# Mimegralla pygmaea
Mimegralla pygmaea är en tvåvingeart som först beskrevs av Günther Enderlein 1922.  Mimegralla pygmaea ingår i släktet Mimegralla och familjen skridflugor. Inga underarter finns listade i Catalogue of Life.